# Abstammungswahn
Als Abstammungswahn wird in der Psychiatrie eine psychische Störung bezeichnet, bei der der Betroffene wahnhaft davon überzeugt ist, von einer hochrangigen Person wie beispielsweise einem berühmten politischen oder historischen Führer abzustammen. Wie der Größenwahn zählt auch der Abstammungswahn zu den autopsychischen, also die eigene Person betreffenden Wahnstörungen. Im Unterschied zu ihm geht die betroffene Person aber von der Stimmigkeit ihrer eigenen Identität aus; allerdings hält sie die Verwandtschaft zu ihren Eltern zu Ungunsten ihrer wahren, hohen Abstammung für manipuliert.
Abstammungswahn wird in Zusammenhang mit Psychosen, meist aus dem schizophrenen Formenkreis diagnostiziert und hat keine eigene Codierung in den Diagnoseklassifikationssystemen.
Die Beschreibung des „Wahnes hoher Abstammung“ geht auf Eugen Bleuler zurück. Der beschrieb ihn 1916 als Übersteigerung der geradezu märchenhaften Idee, man sei seinen armen oder bürgerlichen Eltern nur untergeschoben worden, in Wirklichkeit sei man dagegen ein Fürstenkind. Schon zu Anfang des 20. Jahrhunderts gab er jedoch die abnehmende gesellschaftliche Bedeutung der Genealogie in modernen Gesellschaften zu bedenken, die eine Identität als adliger Abkömmling weniger erstrebenswert mache und so auch zu einer Abnahme wahnhafter Vorstellungen zur eigenen Abstammung führen würden. Tatsächlich gilt der Abstammungswahn heute als seltenes schizophrenes Wahnthema; im Rahmen transkultureller Betrachtungen hat er in Gesellschaften, bei denen die Abstammung eine höhere Wertigkeit besitzt, noch eine gewisse Bedeutung.

## Quelle, Literatur
- Heinz Böker: Abstammungswahn, in: Petra Garlipp, Horst Haltenhof (Hrsg.): Seltene Wahnstörungen. Psychopathologie – Diagnostik – Therapie. Steinkopf, Berlin 2010, ISBN 978-3-7985-1877-3.